# Eduard Ivanov
Eduard Georgijevitj Ivanov (ryska: Эдуард Георгиевич Иванов), född 25 april 1938 i Moskva, död 15 januari 2012 i Moskva, var en sovjetisk ishockeyspelare.
Han blev olympisk guldmedaljör i ishockey vid vinterspelen 1964 i Innsbruck.